# Sekten
Sekten (eng. titel Credo) er en dansk film fra 1997, instrueret af Susanne Bier efter manuskript af Jacob Grønlykke, Peter Asmussen og Bier.

## Handling
Mona og Anne er nære veninder, men på det sidste har Anne forandret sig. Det viser sig, at den mystiske dr. Lack, som Mona tror er Annes elsker, i virkeligheden er den diktatoriske leder af en uhyggelig sekt, der sammenblander religion, psykiatri og seksualterapi. Anne er ude, hvor hun ikke kan bunde. Mona vil gøre alt for at redde veninden og glemmer helt sit forestående bryllup, som den kommende svigermor og svigerinde ellers går meget op i.

## Medvirkende
- Sofie Gråbøl – Mona
- Ellen Hillingsø – Monas veninde Anne
- Ghita Nørby – Monas svigermor
- Sverre Anker Ousdal – Dr. Lack
- Stina Ekblad – Karen
- Camilla Søeberg – Bolette
- Ulrich Thomsen – Svane
- Jesper Langberg – Overlæge Frederiksen
- Jesper Christensen – Bror
- Torben Jensen – Bror
- Marianne Mörck – Spåkone
- Solbjørg Højfeldt – Psykolog
- Philip Zandén – Inspektør
- Ilse Rande – Brudesalonindehaver
- Vigga Bro – Nabo til Anne
- Jens Jørn Spottag – Betjent